# AN/ASB-19 ARBS
El Hughes AN/ASB-19 ARBS (Angle Rate Bombing System) es un sistema de precisión de bombardeo diseñado para aviones de ataque del Cuerpo de Marines de los Estados Unidos para mejorar la precisión en bombardeos diurnos y nocturnos cuando operan en tareas de apoyo aéreo cercano usando armas sin guiado. Montado externamente o en la nariz, el ARBS es un designador de objetivos que pesa menos de 63 kilogramos e incluye un escáner láser automático y un televisor de seguimiento controlado por piloto, ambos utilizando un sistema óptico común.
Un piloto usa el ARBS para identificar blancos de tierra en una pantalla de televisión, luego se bloquea en el rastreador de TV. Para objetivos designados por láser, el rastreador escanea por delante del avión y se bloquea automáticamente en el objetivo designado, que puede ser iluminado por un láser terrestre o aerotransportado. Durante el día el piloto puede optar en cualquier momento para cambiar de láser a seguimiento de TV. El piloto entonces sigue las instrucciones de dirección presentadas en la pantalla Head-up o la vista óptica y cuando el ordenador detectó una combinación aceptable de ángulo de buceo y ángulo del rastreador, el proyectil es liberado automáticamente.
Este sistema mostró ser 50 % más eficiente de lo que se esperaba durante las pruebas en aviones A-4M.
Algo de 80 A-4M Skyhawk del USMC fueron equipados con ARBS en 1985. También fueron incorpoados por los AV-8B Harrier II del USMC, por los Harrier GR.5 y GR.7 de la Real Fuerza Aérea británica y por los EAV-8B de la Armada Española.